# Cá voi mõm khoằm Blainville
Cá voi mũi khoằm Blainville (danh pháp khoa học: Mesoplodon densirostris) là loài cá voi mesoplodon phân bố rộng rãi nhất và có lẽ được ghi chép nhiều nhất. Nhà động vật học Pháp Henri de Blainville đã mô tả lần đầu loài này vào năm 1817 từ một mẫu hàm nhỏ - xương nặng nhất ông đã từng bắt gặp - do đó có danh pháp densirostris (tiếng "mũi khoằm rất nặng"). Ngoài khơi đông bắc Bahamas, loài này đặc biệt được ghi chép kỹ.

## Hình ảnh

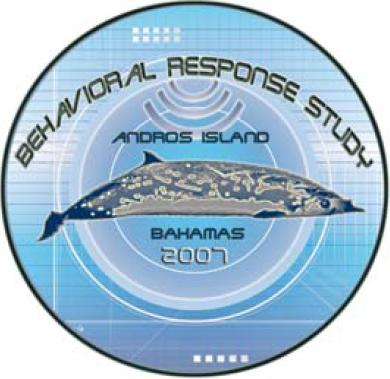
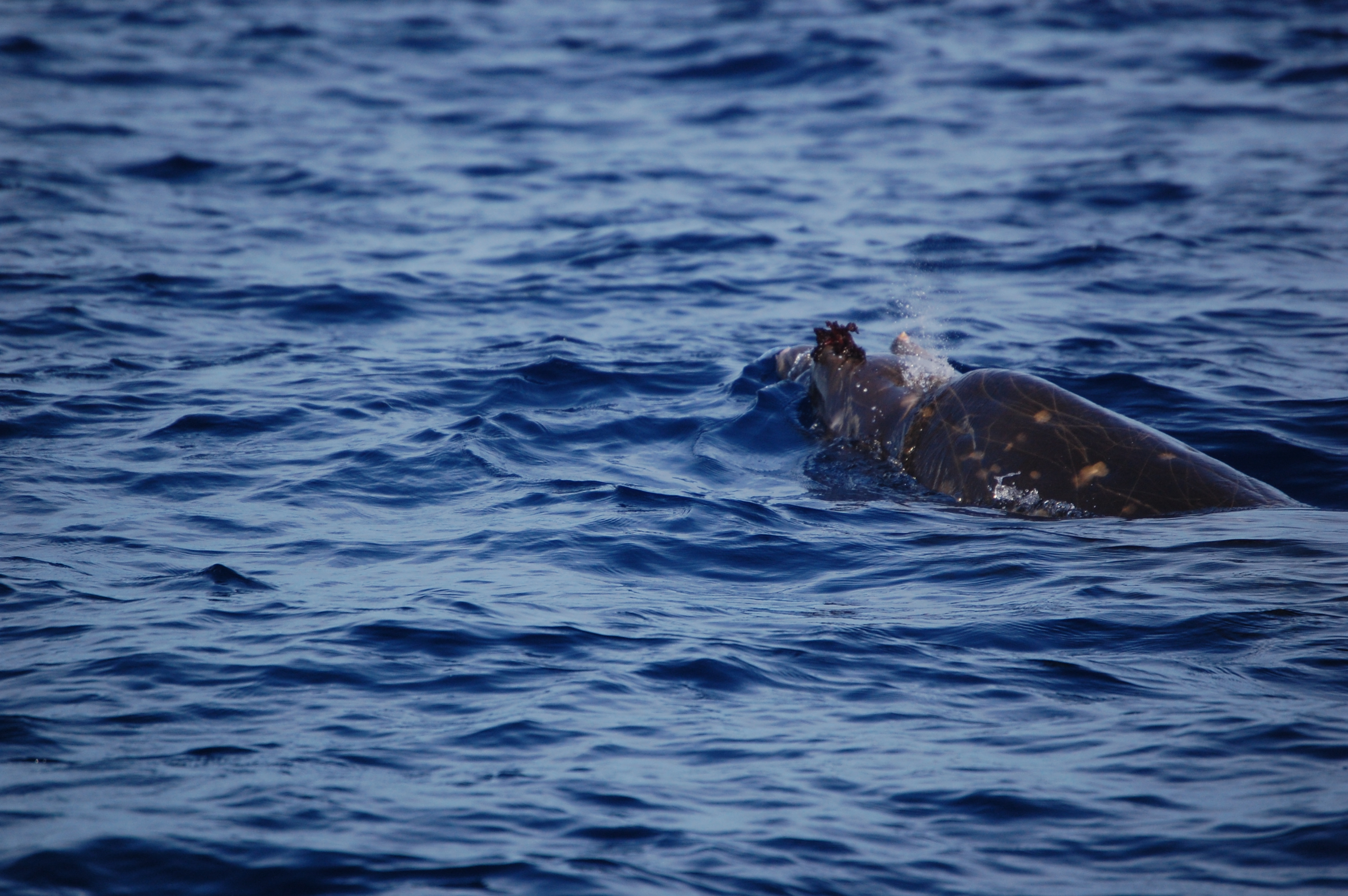
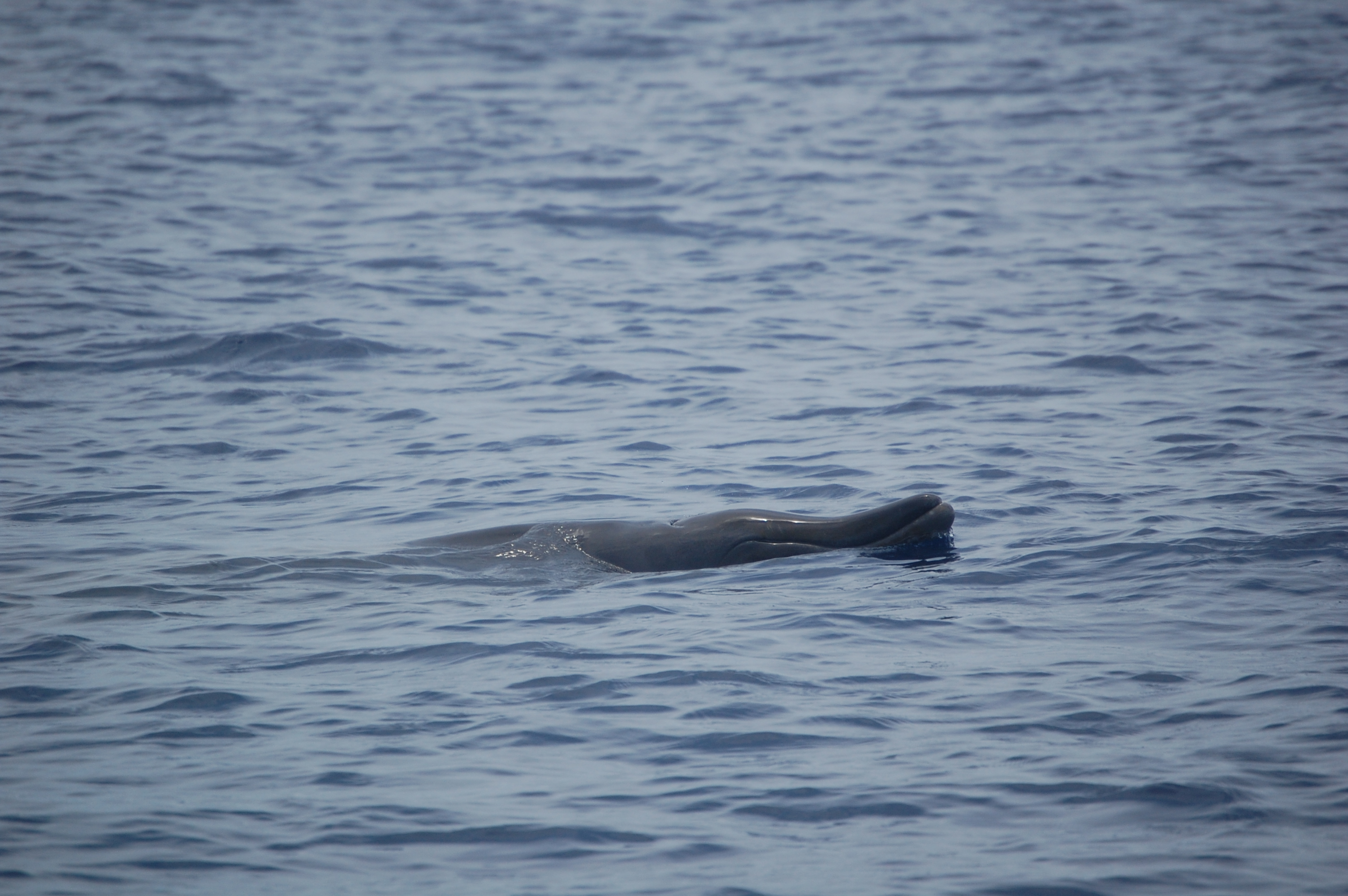
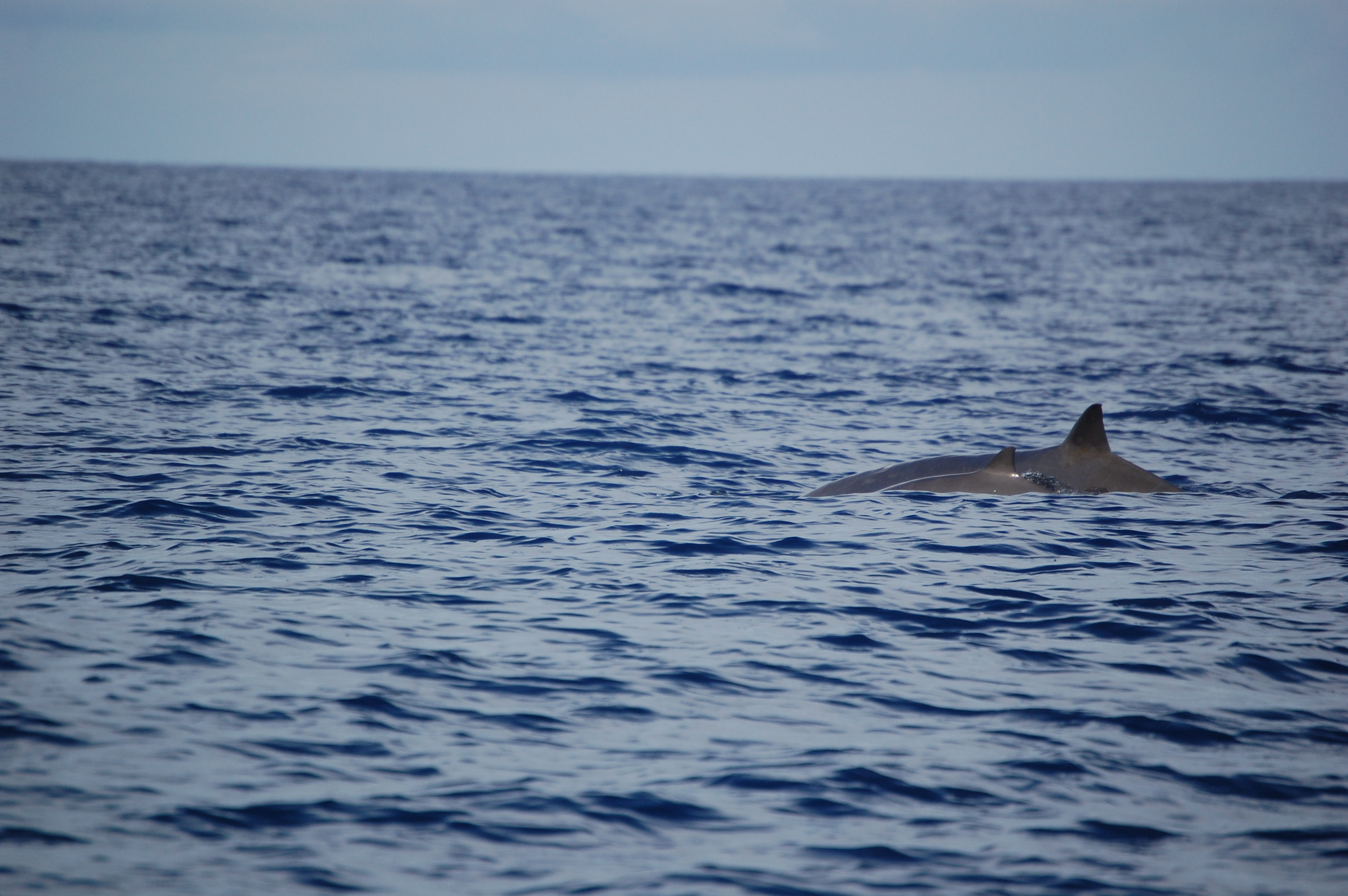